# 圣克莱尔德阿卢兹
圣克莱尔德阿卢兹（法語：Saint-Clair-de-Halouze，法語發音：[sɛ̃ klɛʁ də aluz] ⓘ）是法国奥恩省的一个市镇，属于阿朗松区。

## 地理
圣克莱尔德阿卢兹（48°40'45"N, 0°37'31"W）面积11.81 平方千米，位于法国诺曼底大区奧恩省，该省份为法国西北部内陆省份，北起顺时针与卡爾瓦多斯省、厄尔省、厄尔-卢瓦省、萨尔特省、马耶讷省和芒什省接壤。
与圣克莱尔德阿卢兹接壤的市镇（或旧市镇、城区）包括：沙尼、拉沙佩勒欧穆瓦讷、拉沙佩勒比什、勒沙特利耶、圣博梅尔莱福日。

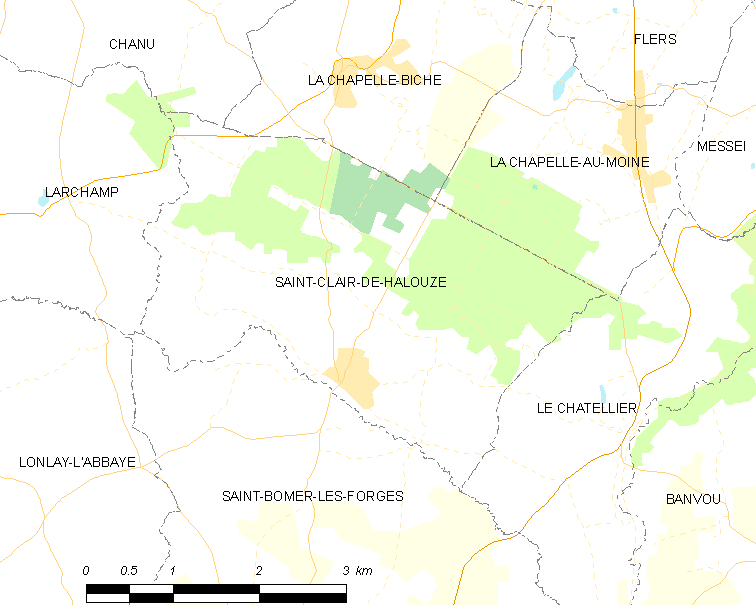
圣克莱尔德阿卢兹的OSM定位图

圣克莱尔德阿卢兹的时区为UTC+01:00、UTC+02:00（夏令时）。

## 行政
圣克莱尔德阿卢兹的邮政编码为61490，INSEE市镇编码为61376。

## 政治
圣克莱尔德阿卢兹所属的省级选区为弗莱尔第一县。

## 人口

1962-2008年间圣克莱尔德阿卢兹人口变化图示

圣克莱尔德阿卢兹于2022年1月1日时的人口数量为821人。